# Інститут радіоастрономії імені Макса Планка
Інститут радіоастрономії імені Макса Планка (нім. Max-Planck-Institut für Radioastronomie, MPIfR) — науково-дослідний інститут у місті Бонн, Німеччина. Він є частиною товариства Макса Планка.

## Історія
Основними напрямками роботи інституту є радіоастрономія та інфрачервона астрономія. Інститут був заснований у 1966 році. Відтоді розпочалося будівництво 100-метрового радіотелескопа Еффельсберг у Бад-Мюнстерайфелі, який було введено в експлуатацію у 1972 році. Також інститут розширювався в 1983 та 2002 роках.
Окрім Інститут радіоастрономії імені Макса Планка, у комплексі будівель також розташований Інститут астрономії Аргеландера Боннського університету. При інституті діє Міжнародна дослідницька школа Макса Планка з астрономії та астрофізики — освітня програма, що надає можливість здобуття ступеня доктора філософії з астрономії. Школа співпрацює з Боннським та Кельнським університетами.

## Дослідження та наукові результати
Інститут спеціалізується на дослідженнях в області радіо- та інфрачервоної астрономії. Основні об'єкти досліджень:
- Міжзоряне середовище;
- Магніте поле у космосі;
- Пульсари;
- Активні ядра галактик;
- Зорі.

В 2019 році науковці цього інституту відкрили йони гідриду гелію в планетарній туманності NGC 7027, розташованій в приблизно 3000 світлових років від Землі.

## Міжнародна співпраця
Інститут радіоастрономії імені Макса Планка бере участь у міжнародних програмах досліджень разом з:
1. SOFIA - Стратосферна обсерваторія інфрачервоної астрономії, розташований на борту модифікованого літака Boeing 747;
2. APEX - Atacama Pathfinder Experiment, 12-метровий радіотелескоп у пустелі Атакама, Чилі;
3. Гершель - Космічна обсерваторія для спостереження в субміліметровому діапазоні;
4. SKA - Square kilometer array - найбільший у світі комплекс радіотелескопів, що розташовується в ПАР та Австралії.
5. VLTI - Very Large Telescope Interferometer - комплекс з чотирьох 8.2 метрових та чотирьох 1.8 метрових телескопів на вершині гори Серро Паранал, Атакама, Чилі.
6. LBT - Великий Бінокулярний Телескоп, два дзеркала, кожне по 8.4 метри в діаметрі, гора Грем, Аризона.

## Дивіться також
- Інститут ядерної фізики Макса Планка
- Інститут астрономії імені Макса Планка